# Saison 2013 de l'équipe cycliste EPM-UNE
La saison 2013 de l'équipe cycliste EPM-UNE est la quinzième de cette équipe colombienne, lancée en 1999 et dirigée par Raúl Mesa. Deux succès remarquables se détachent lors des bilans, la victoire d'Óscar Sevilla dans le Tour de Colombie et le titre de champion national, décroché par Walter Pedraza.

## Avant-saison
Pour la quatrième année consécutive, la formation repart en catégorie continentale. Début février, l'UCI publie un classement fictif des équipes de l'UCI America Tour 2013, basé sur les résultats de la saison précédente des huit meilleurs coureurs de chaque formation. Cela permet à la Fédération internationale de déterminer trois équipes automatiquement invitées, pour toutes les courses de classe 1 et de classe 2 sur le continent. Troisième, l'équipe EPM-UNE fait, ainsi, partie des heureuses élues.

### Arrivées et départs
Au mois d'octobre 2012, alors que la presse spécialisée s’attend à le voir continuer avec la formation Formesan, Óscar Sevilla s'engage pour la saison 2013 avec l'équipe EPM - UNE et son directeur sportif, Raúl Mesa. Deux coureurs font leur retour dans la formation, Stíver Ortiz et Jaime Castañeda, après un an passé chez Colombia-Claro. Ils sont accompagnés du pistard Weimar Roldán. Tandis que trois coureurs quittent la formation. Rafael Infantino, Mauricio Ortega et Isaac Bolívar rejoignent l'équipe Orgullo Antioqueño, qui les a formés. En janvier, Iván Parra lui trouve refuge chez Formesan. Trois cyclistes de la catégorie Espoir quittent également Raúl Mesa. Javier Gómez et Salvador Moreno partent chez Coldeportes-Claro alors que Heiner Parra signe avec l'équipe 472-Colombia.
| Arrivées        | Équipe 2012                                  |
| --------------- | -------------------------------------------- |
| Jaime Castañeda | Colombia - Claro                             |
| Nicolás Castro  | Grupo Elite El Mago editores                 |
| Stíver Ortiz    | Colombia - Claro                             |
| Weimar Roldán   | Aguardiente Antioqueño - Lotería de Medellín |
| Óscar Sevilla   | Formesán - Bogotá Humana - Pinturas Bler     |

| Départs            | Équipe 2013                                  |
| ------------------ | -------------------------------------------- |
| Isaac Bolívar      | Aguardiente Antioqueño - Lotería de Medellín |
| Francisco Colorado | GW Shimano - Envía - Gatorade                |
| Javier Gómez       | Coldeportes - Claro                          |
| Rafael Infantino   | Aguardiente Antioqueño - Lotería de Medellín |
| Salvador Moreno    | Coldeportes - Claro                          |
| Mauricio Ortega    | Aguardiente Antioqueño - Lotería de Medellín |
| Heiner Parra       | 472 - Colombia                               |
| Iván Parra         | Formesan - Bogotá Humana - ETB               |
| Camilo Suárez      | 472 - Colombia                               |
| Jaime Vergara      | Formesan - Bogotá Humana - ETB               |

### Programme et perspectives pour la saison
Avec ces mouvements, la formation paraît perdre de son potentiel en tant qu'équipe mais semble être mieux armé au niveau de ses leaders. Le recrutement de Sevilla implique que dans chaque course où il sera aligné, la formation sera présente pour remporter la victoire. L'autre fer de lance, et homme de référence de l'équipe ces dernières saisons, est l'excellent grimpeur, Giovanni Báez. L'association des deux peut s'avérer déterminante. Walter Pedraza et Freddy Piemonte seront là pour encadrer leurs jeunes équipiers, Ramiro Rincón et Edward Beltrán étant particulièrement à suivre. Beltrán, deuxième du Baby Giro et de la Vuelta de la Juventud, en 2010, effectue sa troisième saison chez les professionnels et peut éclore. Sa troisième place obtenue à la Vuelta a la Independencia Nacional 2012 et la sixième à la Vuelta al Mundo Maya 2012 peuvent le faire espérer, pour ce grimpeur. Tandis que Rincón, vainqueur du Tour du Guatemala 2012, quinzième du Tour du Colorado 2012 ou encore huitième de la Vuelta al Mundo Maya 2012 a montré ses qualités dans les courses à étapes, en finissant cinq fois dans les dix premiers l'année précédente, pour sa première véritable saison pro.
Début février, Raúl Mesa annonce le calendrier de la saison. Il commence par le 18 de ce même mois et la présentation officielle de l'équipe. Puis pour attendre l'ouverture officielle de la saison colombienne lors de la Vuelta al Valle, l'équipe sera au départ de la Clásica de Rionegro, le dernier week-end de février. Le manager général réitère que les principaux objectifs sont et demeurent le Tour de Colombie et le Clásico RCN. Sur le plan international, l'équipe attend de recevoir les invitations des organisateurs pour affiner son programme. À la date du 1er février, seules deux courses au Guatemala sont confirmées, le Tour national, où Ramiro Rincón est le tenant du titre, et la Vuelta al Mundo Maya, gagnée par Giovanni Báez.

## Déroulement de la saison

### Un printemps exceptionnel
La saison cycliste colombienne 2013 commence véritablement à la fin mars par la Vuelta al Valle. Deux formations sont alignés au départ. En l'absence de leur leader Óscar Sevilla blessé, les résultats sont mitigés, pas de victoire d'étape et une quatrième place à l'arrivée pour Weimar Roldán. Ce dernier a, cependant, mené au classement général, pendant deux jours, et il échoue au pied du podium, pour quelques centièmes. Deux autres coureurs Walter Pedraza et Stíver Ortiz sont dans les dix premiers. Pedraza s'adjuge, en sus, le classement du meilleur grimpeur et Roldán, le classement de la régularité.
Quelques semaines auparavant, Óscar Sevilla avait totalement dominé la Clásica José María Córdova de Rionegro. Il avait gagné trois étapes sur quatre et le classement général, entraînant à sa suite ses coéquipiers. Weimar Roldán s'était imposé dans la dernière étape et au classement des étapes volantes, tandis que Walter Pedraza s'adjugeait le trophée du meilleur grimpeur.
Début avril, avec le retour de convalescence d'Óscar Sevilla, quatre semaines après s'être fracturé l'omoplate, la formation reprend sa domination. Lors de la Clásica de Anapoima, l'équipe s'offre les classements généraux individuel et par équipes, les classements de la montagne et de la régularité. Les EPM - UNE remportent toutes les étapes et placent cinq d'entre eux dans les dix premiers à l'arrivée, avec Sevilla sur la plus haute marche du podium et Edward Beltrán sur la plus basse.
L'épreuve suivante voit encore la supériorité de l'équipe sur le peloton national. Malgré une opposition bien supérieure à la semaine précédente, la formation place six hommes dans les dix premiers de la Clásica de Fusagasugá, et réalise le doublé par l'intermédiaire de Ramiro Rincón et de Sevilla. Les EPM - UNE s'adjugent, en outre, cinq classements annexes sur six. En faisant un et deux dans la première étape chronométrée, Sevilla et Rincón assomment la course dans la deuxième, en étant les seuls, avec leur coéquipier Pedraza, à pouvoir suivre l'attaque de Freddy Montaña. Rincón, en échappant à Montaña, gagne l'étape et, ainsi, le général.
Le week-end suivant se déroule les championnats nationaux. Dans la catégorie Élite, Camilo Castiblanco et Róbigzon Oyola ratent de peu le podium du contre-la-montre, en terminant quatre et cinquième, à une seconde de la troisième place. Mais deux jours plus tard, Walter Pedraza concrétise son bon début de saison en remportant le titre de champion de Colombie sur route. Malgré différentes tentatives de fugue, la course se termine groupée. Dans la dernière ligne droite, en légère ascension, Pedraza domine ses rivaux et notamment Félix Cárdenas qui avait tenté d'anticiper le sprint. La veille, Cristián Peña, pourtant vainqueur du classement Espoir de la Clásica de Fusagasugá, mais seul inscrit dans la course en ligne des moins de 23 ans, termine huitième, subissant la loi du nombre des Coldeportes - Claro.
Une semaine plus tard, leur leader Óscar Sevilla, au repos forcé pour cause de championnats, s'impose pour la troisième fois en 2013. Il assortit sa victoire finale dans la Vuelta al Tolima du gain de deux étapes. Bien que Giovanni Báez et Walter Pedraza terminent dans les six premiers, les rivaux de la formation Formesan se sont révélés menaçants. Ils subtilisent le classement par équipes, pour seize secondes, et leur chef de file, Félix Cárdenas gagne deux étapes.
Sevilla, non aligné, c'est, cette fois, Ramiro Rincón qui s'impose dans la Clásica de El Carmen de Viboral. Après avoir remporté la première étape, grâce à une échappée solitaire d'une soixantaine de kilomètres, produisant des écarts rédhibitoires, il assoit définitivement sa victoire, lors du contre-la-montre qu'il domine, deux jours plus tard. Quatre membres de la formation se classent dans les dix premiers, remportant le classement par équipes. Cette fois, l'opposition la plus nette provient de l'équipe Aguardiente Antioqueño, qui place deux des leurs sur le podium.
Entre deux épreuves du calendrier national, trois hommes de la formation disputent la Clásica de Girardota. Battus par Carlos Ospina dans le contre-la-montre initial, ils terminent juste derrière lui au classement général (de la deuxième à la quatrième place), malgré la victoire de Jaime Castañeda le lendemain, dans l'étape en circuit.
Dans l'épreuve suivante, une fois encore, les EPM - UNE s'adjugent le classement général individuel d'une course par étapes. Malgré l'abandon de Rincón dans la première étape, Sevilla s'impose. Il récidive deux jours plus tard, dans un contre-la-montre. Ce qui lui permet de remporter la Vuelta a Antioquia. Bien qu'il soit le seul de son équipe dans les dix premiers, il assortit ces succès du gain des classements de la montagne et de la régularité.

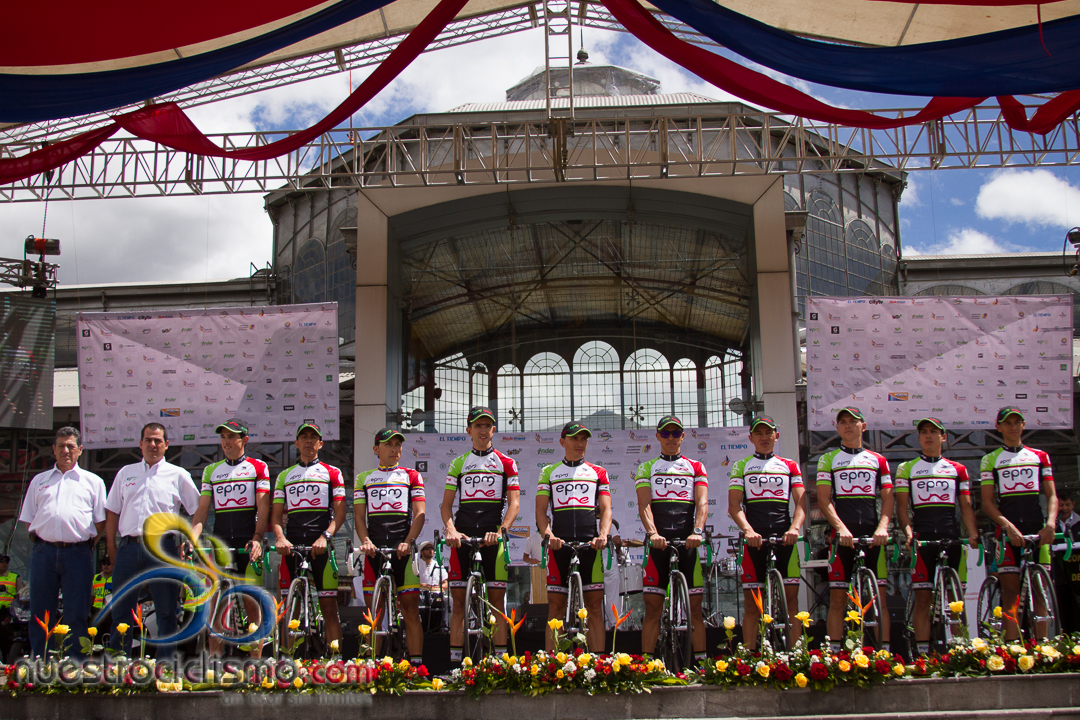
La formation EPM - UNE, lors de la présentation des équipes au départ du Tour de Colombie 2013 à Quito.

Les EPM - UNE prennent le départ du Tour de Colombie avec l'étiquette de favoris pour leur leader Óscar Sevilla. Étiquette qu'il assume volontiers.
Dès la première étape en Équateur, la formation s'impose et s'empare du maillot de leader, par l'intermédiaire de Stíver Ortiz. Celui-ci a intégré une échappée de dix hommes, formée à une soixante de kilomètres de l'arrivée. Au sprint, il devance ses compagnons de fugue, plus de cinq minutes trente devant le peloton. Il perd son maillot pour dix secondes, à l'issue de la troisième étape. Le lendemain, Sevilla remporte l'étape. Camilo Castiblanco, échappé une bonne partie de la journée, se fait rattraper à moins de quatre cents mètres de la ligne, par un petit groupe que règle son leader au sprint. Après l'intermède de Juan Sebastián Tamayo, Sevilla reste plusieurs jours à trois minutes du leader Jonathan Millán. Dans la onzième étape, les EPM - UNE attaquent et le font plier. Le Colombo-espagnol, après s'être rapproché à trois secondes de la tête, le jour suivant, revêt le maillot de leader de la course, la veille de l'arrivée, profitant de la stratégie des Aguardiente Antioqueño, de privilégier Alex Cano, au détriment de Mauricio Ortega. Six fois dans les cinq premiers aux arrivées d'étape, Sevilla n'est pas inquiété dans le contre-la-montre de clôture et décroche le titre. Il est le premier natif d'Espagne à s'imposer depuis 1957 et José Gómez del Moral. Cette formidable réussite permet de masquer les contre-performances de Walter Pedraza, seulement douzième et de Giovanni Báez. Celui-ci termine vingtième, après s'être, pourtant, immiscer dans une échappée qui lui avait permis de prendre trois minutes sur les autres favoris, le deuxième jour. La formation termine, ainsi, seulement quatrième du classement par équipes.

### Été et deuxième partie de saison
Onze jours après l'évènement majeur de la saison cycliste colombienne, les coureurs sont au départ de la Clásica Héroes de la Patria. Pour la première fois en 2013, ils sont, totalement, dominés par leurs rivaux de l'équipe Aguardiente Antioqueño. De plus, ils perdent Cristián Peña, troisième et leader du classement espoir, sur une chute, la veille de l'arrivée. Seul Jaime Castañeda, en remportant la dernière étape et en se classant quatrième, sauve les apparences.
Dix jours plus tard, lors de la Vuelta Marco Fidel Suárez, les rivaux antioqueños sont de nouveau supérieur aux EPM - UNE. Walter Pedraza gagne la deuxième étape mais ne peut rien contre Mauricio Ortega. Il monte néanmoins sur le podium final. Trois de ses coéquipiers l'accompagnent dans le Top ten de l'épreuve.
Pour la troisième fois consécutivement, la victoire au classement général individuel leur échappe. Mais dans la Clásica Ciudad de Girardot, Edward Beltrán, dans la bonne échappée de la première étape, reste leader deux jours. Il termine deuxième seulement devancé par Mauricio Ortega, en raison d'un mauvais contre-la-montre. Beltrán remporte néanmoins les classements de la montagne et de la régularité. Quatre EPM - UNE terminent dans les sept premiers. Tandis que Nicolás Castro s'impose dans l'ultime étape.
La formation renoue avec le succès, avec la victoire de Róbigzon Oyola dans la Clásica Ciudad de Bogotá. Seul membre de son équipe dans la bonne échappée de la première étape, il prend le maillot de leader, le lendemain, à l'issue du contre-la-montre. Malgré l'absence de l'équipe Aguardiente Antioqueño, seul Oyola est présent dans les dix premiers au général.
Fin août, une équipe, avec à sa tête Óscar Sevilla, part au Brésil, disputée le Tour de Rio, avec pour objectif principal de le remporter. Lors de la première étape, l'équipe étiole le peloton. Un groupe de huit hommes se forment avec quatre de leurs représentants. À une quarantaine de kilomètres de l'arrivée, Weimar Roldán s'échappe du groupe, avec Stíver Ortiz. Ils prennent jusqu'à 2 min 30 s d'avance et arrivent main dans la main, quatre-vingt secondes devant un maigre peloton, réglé par Jaime Castañeda. Roldán, vainqueur, conserve la tête, le lendemain, après le sprint massif où Castañeda échoue à la deuxième place derrière Rafael Andriato. Lors de la troisième étape, Camilo Castiblanco s'impose. Dans l'ultime ascension, il prend en chasse les deux échappés brésiliens. Il les rejoint puis s'isole en tête. Il réussit à garder douze secondes d'avance à l'arrivée sur le groupe des favoris. Ortiz prend la tête du classement général devant Castiblanco. Le jour suivant, Óscar Sevilla sauve l'avantage acquis par sa formation. Il est le seul à contenir son compatriote Gustavo César Veloso. Les deux Espagnols parcourent plus de la moitié de l'étape en duo. Sevilla s'impose et s'empare de la tête de la course, à sa grande déception, car il voulait récompenser un de ses équipiers, en lui permettant de s'imposer au Brésil. Le lendemain, Sevilla conquiert le titre, devant Veloso et deux de ses équipiers. Les EPM - UNE s'imposent, aussi, dans le classement par équipes, après avoir gagné trois étapes et avoir détenu le maillot de leader, lors des cinq étapes.
N'ayant qu'un coureur de moins de 23 ans dans son effectif, Cristián Peña dispute la Vuelta de la Juventud, avec la deuxième équipe des Coldeportes - Claro, Supérate Intercolegiados. Il finit l'épreuve à la sixième place.
Pour préparer le Clásico RCN, une équipe est alignée au départ de la Clásica de Marinilla, sans Óscar Sevilla, mal remis d'une grippe contractée au retour du Brésil. Encore une fois, elle est dominée par la formation Aguardiente Antioqueño. Malgré trois représentants dans l'échappée décisive du premier jour, le contre-la-montre du lendemain éloigne le premier d'entre eux, Camilo Castiblanco à la quatrième place finale (Jaime Castañeda s'adjugeant le classement des étapes volantes).

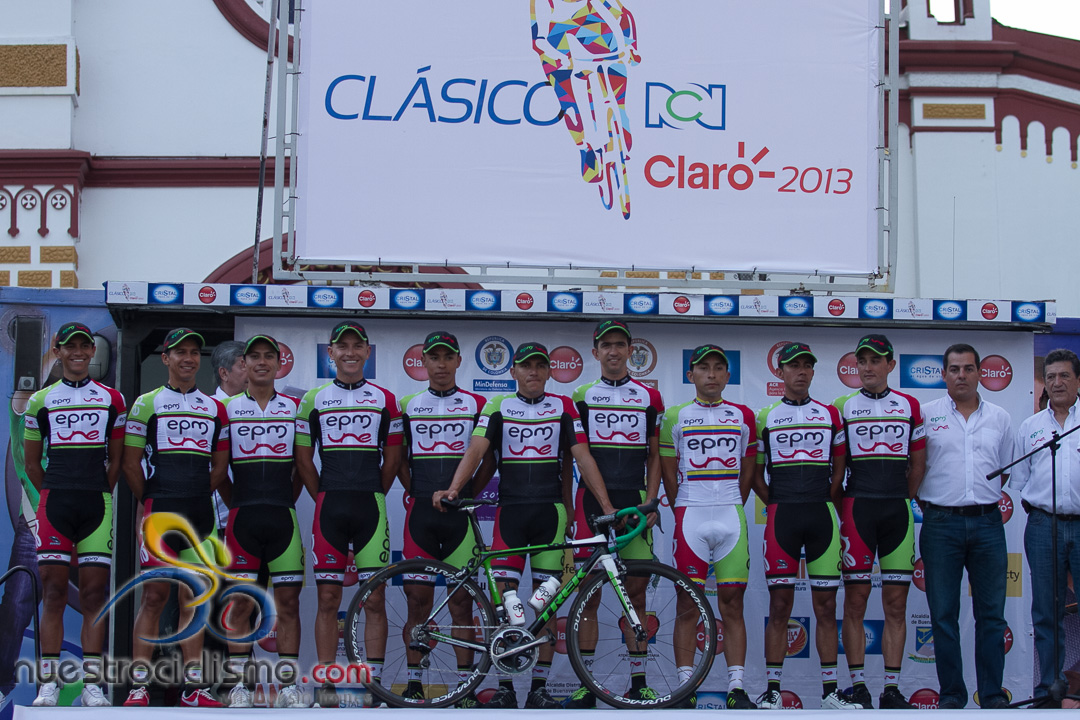
La formation EPM - UNE, lors de la présentation des équipes au départ du Clásico RCN 2013 à Florencia.

Au départ du Clásico RCN, deuxième épreuve la plus importante du calendrier cycliste colombien, l'objectif de la formation est de remporter le titre. Ayant gagné quasiment toutes les courses auxquelles il a participé en 2013, comme le Tour de Colombie et, dernièrement, le Tour de Rio, le vainqueur sortant, Óscar Sevilla est le favori incontestable. Bien qu'il puisse s'appuyer sur deux hommes forts comme Giovanni Báez, et le dernier champion de Colombie Walter Pedraza.
Jaime Castañeda et Edward Beltrán remportent chacun une étape en disposant de leurs compagnons d'échappée. Mais la quatrième étape se révèle la plus importante de la course. Les EPM - UNE paraissent avoir réussi un coup de maître. Profitant de l'étroit marquage des Aguardiente Antioqueño - Lotería de Medellín sur leur leader Óscar Sevilla, le directeur technique, Raúl Mesa lance Giovanni Báez et Walter Pedraza dans une échappée. Ceux-ci arrivent avec plus de deux minutes trente d'avance sur le peloton à Zipaquirá. Cependant, bien que Pedraza prenne le maillot jaune le lendemain, ils perdent régulièrement du temps pour terminer au-delà de la dixième place (le champion de Colombie, onzième et Báez, vingt-troisième), au contraire de Camilo Gómez et d'Óscar Soliz, présents aussi dans l'échappée. Gómez conserve plus de deux minutes de l’avantage accumulé ce jour-là pour s'adjuger l'épreuve et le Bolivien, quelques secondes, pour terminer deuxième. L'Espagnol Sevilla justifie son statut de favori en terminant immédiatement derrière. Sa victoire, le dernier jour, lui permet de déloger Gómez de la tête du classement de la régularité et d'aider sa formation à subtiliser le titre de meilleure équipe de la course aux Coldeportes - Claro.
Après dix titres obtenues, la formation termine sa saison par trois courses par étapes. Les EPM - UNE commencent leur triptyque par la Vuelta de Santander, en l'absence de Sevilla, souffrant. Edwin Carvajal termine premier d'entre eux. Sa présence aux avant-postes les deux premières étapes lui permet de disputer la victoire dans le contre-la-montre du dernier jour, où il échoue à la quatrième place. Cependant le bilan n'est pas négatif avec cinq hommes dans les neuf premiers, Óscar Rivera vainqueur de l'étape reine et Jaime Castañeda d'un sprint massif. En outre, la formation s'adjuge le classement par équipes et Cristián Peña la catégorie Espoir.
La quarantième édition du Clásico El Colombiano est la dernière compétition de l'année, où l'équipe est officiellement engagée en Colombie. La première étape, disputée sous la forme d'un critérium, se termine au sprint. Weimar Roldán y renoue avec la victoire, devant Jaime Castañeda. Le surlendemain, ce dernier gagne l’emballage qui clôt la deuxième étape en circuit. Ce qui lui permet de s'imposer au classement général, devant son coéquipier Edwin Carvajal. Deux autres membres de la formation se classent dans les huit premiers.
Quatre jours plus tard, l'équipe EPM-UNE termine sa saison au Guatemala lors de la deuxième édition de la Vuelta al Mundo Maya. La formation domine totalement la course. Elle remporte le classement par équipes, tandis qu'Edwin Carvajal gagne le trophée du meilleur grimpeur et que les coureurs s'imposent dans cinq étapes sur six. Ces derniers trustent les quatre premières places du classement général individuel, les deux autres finissant dans les neuf premiers. Edward Beltrán gagne la première étape, en disposant de ses derniers compagnons d'échappée. Il conforte sa position de leader, en remportant le contre-la-montre du lendemain. Puis, avec l'aide de ses coéquipiers, il contrôle la course et remporte son premier titre international.

## Effectif
| Cycliste           | Date de naissance | Nationalité | Équipe 2012                              |
| ------------------ | ----------------- | ----------- | ---------------------------------------- |
| Giovanni Báez      | 09.04.1981        | Colombie    | EPM - UNE                                |
| Edward Beltrán     | 18.01.1990        | Colombie    | EPM - UNE                                |
| Edwin Carvajal     | 06.03.1983        | Colombie    | EPM - UNE                                |
| Jaime Castañeda    | 29.10.1986        | Colombie    | Colombia-Claro                           |
| Camilo Castiblanco | 24.11.1988        | Colombie    | EPM - UNE                                |
| Nicolás Castro     | 28.07.1988        | Colombie    | Grupo Elite El Mago editores             |
| Stíver Ortiz       | 12.08.1980        | Colombie    | Colombia - Claro                         |
| Róbigzon Oyola     | 10.08.1988        | Colombie    | EPM - UNE                                |
| Walter Pedraza     | 27.11.1981        | Colombie    | EPM - UNE                                |
| Cristián Peña      | 02.12.1991        | Colombie    | EPM - UNE (Sub 23)                       |
| Fredy Piamonte     | 04.06.1982        | Colombie    | EPM - UNE                                |
| Ramiro Rincón      | 17.03.1987        | Colombie    | EPM - UNE                                |
| Óscar Rivera       | 05.03.1989        | Colombie    | EPM - UNE                                |
| Weimar Roldán      | 17.05.1985        | Colombie    | GW Shimano                               |
| Óscar Sevilla      | 29.09.1976        | Espagne     | Formesan - Bogotá Humana - Pinturas Bler |

## Bilan de la saison
Malgré les défections d'hommes d'envergure tels que Rafael Infantino ou Mauricio Ortega, l'arrivée d'Óscar Sevilla permet à la formation de réaliser un printemps exceptionnel. Non seulement les EPM - UNE remportent six courses à étapes sur les sept qu'ils disputent, mais ils s'imposent dans le championnat de Colombie, par l'intermédiaire de Walter Pedraza et, surtout, Sevilla s'adjuge le Tour de Colombie, au début de l'été. Le reste de la saison est moins brillant mais reste excellent. La formation gagne encore quatre autres courses à étapes, dont deux à l'étranger, le Tour de Rio, épreuve de l'UCI America Tour 2013 et la Vuelta al Mundo Maya.
La formation remporte plus de la moitié des épreuves où elle était présente, s'imposant dans onze courses à étapes. Óscar Sevilla en gagne six à lui tout seul, dont les deux courses du circuit continental, auxquelles son équipe a participé. En outre, les coureurs de la formation s'adjugent trente-six étapes, le Colombo-espagnol s'en octroyant treize. Viennent ensuite les sprinteurs Jaime Castañeda avec six succès et Weimar Roldán avec quatre. Tandis que Giovanni Báez effectue une année décevante, vierge de résultats.
Pour le manager général et directeur technique de la formation, Raúl Mesa, la saison a été très bonne, car l'objectif prioritaire, la victoire dans le Tour national, a été atteint.

### Calendrier
| Date              | Course                                        | Pays      | Classe | Meilleur coureur   | Classement |
| ----------------- | --------------------------------------------- | --------- | ------ | ------------------ | ---------- |
| 22-24/02/2013     | Clásica José María Córdova de Rionegro        | Colombie  | HC     | Óscar Sevilla      | Vainqueur  |
| 20-24/03/2013     | Vuelta al Valle del Cauca                     | Colombie  | CNC    | Weimar Roldán      | 4e         |
| 3-5/04/2013       | Clásica Nacional Alcadía de Anapoima          | Colombie  | CNC    | Óscar Sevilla      | Vainqueur  |
| 11-13/04/2013     | Clásica Nacional de Fusagasugá                | Colombie  | CNC    | Ramiro Rincón      | Vainqueur  |
| 19/04/2013        | Championnat de Colombie du contre-la-montre   | Colombie  | CN     | Camilo Castiblanco | 4e         |
| 20/04/2013        | Championnat de Colombie sur route Espoir      | Colombie  | CN     | Cristián Peña      | 7e         |
| 21/04/2013        | Championnat de Colombie sur route             | Colombie  | CN     | Walter Pedraza     | Vainqueur  |
| 24-28/04/2013     | Vuelta al Tolima                              | Colombie  | CNC    | Óscar Sevilla      | Vainqueur  |
| 8-11/05/2013      | Clásica de El Carmen de Viboral               | Colombie  | CNC    | Ramiro Rincón      | Vainqueur  |
| 18-19/05/2013     | Clásica Ciclística Alcaldía de Girardota      | Colombie  | HC     | Stíver Ortiz       | 2e         |
| 22-26/05/2013     | Vuelta Nacional Antioquia la Más Educada      | Colombie  | CNC    | Óscar Sevilla      | Vainqueur  |
| 9-23/06/2013      | Tour de Colombie                              | Colombie  | 2.2    | Óscar Sevilla      | Vainqueur  |
| 4-7/07/2013       | Clásica Nacional Héroes de la Patria          | Colombie  | CNC    | Jaime Castañeda    | 4e         |
| 17-21/07/2013     | Vuelta Internacional Marco Fidel Suárez       | Colombie  | CNC    | Walter Pedraza     | 3e         |
| 31/07-4/08/2013   | Clásica Nacional Ciudad de Girardot           | Colombie  | CNC    | Edward Beltrán     | 2e         |
| 5-7/08/2013       | Clásica Ciudad de Bogotá                      | Colombie  | CNC    | Róbigzon Oyola     | Vainqueur  |
| 28/08-01/09//2013 | Tour de Rio                                   | Brésil    | 2.2    | Óscar Sevilla      | Vainqueur  |
| 18-20/09/2013     | Clásica Ramón Emilio Arcila de Marinilla      | Colombie  | CNC    | Camilo Castiblanco | 4e         |
| 27/09-6/10/2013   | Clásico RCN                                   | Colombie  | CNC    | Óscar Sevilla      | 3e         |
| 23-27/10/2013     | Vuelta Internacional Gobernación de Santander | Colombie  | CNC    | Edwin Carvajal     | 4e         |
| 1-3/11/2013       | Clásico El Colombiano                         | Colombie  | CNC    | Jaime Castañeda    | Vainqueur  |
| 6-10/11/2013      | Vuelta al Mundo Maya                          | Guatemala | CNG    | Edward Beltrán     | Vainqueur  |

### Victoires
Seules les victoires dans une épreuve reconnue par la fédération internationale sont, ici, comptabilisés.
| Date       | Course                                 | Pays     | Classe | Vainqueur          |
| ---------- | -------------------------------------- | -------- | ------ | ------------------ |
| 21/04/2013 | Championnat de Colombie sur route      | Colombie | CN     | Walter Pedraza     |
| 09/06/2013 | 1re étape du Tour de Colombie          | Colombie | 2.2    | Stíver Ortiz       |
| 12/06/2013 | 4e étape du Tour de Colombie           | Colombie | 2.2    | Óscar Sevilla      |
| 23/06/2013 | Classement général du Tour de Colombie | Colombie | 2.2    | Óscar Sevilla      |
| 28/08/2013 | 1re étape du Tour de Rio               | Brésil   | 2.2    | Weimar Roldán      |
| 30/08/2013 | 3e étape du Tour de Rio                | Brésil   | 2.2    | Camilo Castiblanco |
| 31/08/2013 | 4e étape du Tour de Rio                | Brésil   | 2.2    | Óscar Sevilla      |
| 01/09/2013 | Classement général du Tour de Rio      | Brésil   | 2.2    | Óscar Sevilla      |

### Classement UCI
L'équipe EPM-UNE termine à la cinquième place de l'UCI America Tour 2013 avec 324,67 points. Ce total est obtenu par l'addition des points des huit meilleurs coureurs de l'équipe au classement individuel. Quatre autres coureurs ont obtenu des points. La formation n'a, cependant, disputé que trois courses du calendrier continental (Vuelta al Mundo Maya 2012, Tour de Colombie 2013 et Tour de Rio 2013).
| Rang | Coureur            | Points |
| ---- | ------------------ | ------ |
| 9    | Óscar Sevilla      | 115    |
| 20   | Stíver Ortiz       | 73,67  |
| 29   | Giovanni Báez      | 60     |
| 127  | Fredy Piamonte     | 21     |
| 135  | Camilo Castiblanco | 20     |
| 162  | Weimar Roldán      | 16     |
| 222  | Walter Pedraza     | 10     |
| 227  | Robigzon Oyola     | 9      |
| 244  | Edward Beltrán     | 8      |
| 251  | Ramiro Rincón      | 8      |
| 267  | Jaime Castañeda    | 7      |
| 317  | Edwin Carvajal     | 3      |

### Récapitulatif
Le bilan de la saison cycliste 2013 de la formation EPM - UNE s'établit comme suit :
- 11 victoires dans des courses à étapes ;
- 1 titre national ;
- 106 jours de compétition ;
- 22 jours de concentration ;
- 36 étapes gagnées ;
- 7 classements par équipes ;
- 9 trophées du meilleur grimpeur ;
- 8 classement de la régularité ;
- 5 classements du meilleur combatif ;
- 2 classements des étapes volantes ;
- 1 classement du meilleur Espoir ;
- 1 classement des sprints spéciaux ;
- 255 places sur les podiums.

| Victoires dans les courses à étapes |                 |        |
| Rang                                | Coureur         | Nombre |
| 1                                   | Óscar Sevilla   | 6      |
| 2                                   | Ramiro Rincón   | 2      |
| 3                                   | Edward Beltrán  | 1      |
| -                                   | Jaime Castañeda | 1      |
| -                                   | Robigzon Oyola  | 1      |

| Victoires dans les championnats nationaux |                |        |
| Rang                                      | Coureur        | Nombre |
| 1                                         | Walter Pedraza | 1      |

| Nombre de victoires d'étapes par coureur |                    |        |
| Rang                                     | Coureur            | Nombre |
| 1                                        | Óscar Sevilla      | 13     |
| 2                                        | Jaime Castañeda    | 6      |
| 3                                        | Weimar Roldán      | 4      |
| 4                                        | Edward Beltrán     | 3      |
| -                                        | Ramiro Rincón      | 3      |
| 6                                        | Camilo Castiblanco | 2      |
| -                                        | Walter Pedraza     | 2      |
| 8                                        | Nicolás Castro     | 1      |
| -                                        | Stíver Ortiz       | 1      |
| -                                        | Óscar Rivera       | 1      |